# Taras Mykolaïovytch Boïtchouk
 (avril 2013).
Taras Mykolaïovytch Boïtchouk, (en ukrainien Тарас Миколайович Бойчук), né le 17 mars 1966 dans le village de Loukavtsi, région de Tchernivtsi, est un scientifique ukrainien connu dans le domaine de la chronobiologie et de la chronotoxicologie, Docteur ès sciences médicales (1999), Professeur des Universités (2002), Recteur de l’Université de médecine d'état de Bucovine (2010), Président de l'Association des médecins diplômés de l’Université de médecine d'état de Bucovine  (2012), Académicien de l'Académie des Sciences de l'École Supérieure de l'Ukraine (depuis 2010).

## Éducation, diplômes et titres scientifiques
En 1989, il est diplômé de l'Institut de médecine d'état de Tchernivtsi, spécialité « Médecine générale ». 
En 1995 il est candidat ès sciences médicales. Il devient docteur ès sciences médicales en 1999. Il est professeur des universités depuis 2002.

## Parcours professionnel
Après ses études à l'Institut de médecine, T. Boïtchouk passe d’assistant du laboratoire à chef du laboratoire d'Hygiène et de Protection Sanitaire des réservoirs d'eau de l’Institut de recherches des problèmes médico-écologiques du Ministère de la Santé publique d'Ukraine.
Après avoir défendu sa thèse de candidat ès sciences médicales (en 1994), il travaille comme assistant, puis maître de conférence à la chaire de biologie médicale et de génétique de l’Académie de médecine d'état de Bucovine.
En 1999, il soutient sa thèse de doctorat et en 2002 Mr. Boïtchouk reçoit le titre de Professeur des Universités. Entre 2000 et 2003 il travaille en tant que Doyen de la faculté de Pédiatrie et de Médecine générale de l'Académie de médecine d'état de Bucovine.
Dans les années 2004-2007, il travaille au Ministère de la Santé publique d'Ukraine en tant que chef adjoint du Service de l'éducation et des sciences du Département de la politique du personnel, de l'éducation et de la science. Depuis 2007 il est recteur de l'Université de médecine de Kiev de l'Association ukrainienne de la médecine populaire et chef de la chaire de Physiologie normale et de Biologie médicale.
Le 7 avril 2010, par l'arrêté du Ministère de la Santé publique d'Ukraine, il est nommé exécuteur des obligations du Recteur de l’Université de médecine d'état de Bucovine.
Le 12 novembre 2010 Pr. T. Boïtchouk a été élu Recteur de l’Université de médecine d'état de Bucovine.

## Intérêts scientifiques
Son domaine de recherche est la chronobiologie et ses intérêts de recherche la chronotoxicologie et la polarimétrie laser des objets biologiques (technique qui permet la détection précoce des cancers).
Il est l'auteur de 164 publications scientifiques et pédagogiques, dont 10 manuels et 8 monographies.
Le professeur Boïtchouk a préparé trois candidats et un docteur ès sciences médicales, il dirige la préparation de deux candidats et trois docteurs ès sciences médicales.
Taras Boïtchouk est rédacteur en chef des revues scientifiques : 
- "Pathologie Clinique et Expérimentale"[5],
- "Journal Médical Bucovinien"[6],
- "Néonatologie, chirurgie et médecine périnatale" [7]

## Distinctions honorifiques
- Diplôme d’honneur du Ministère de la Santé Publique d'Ukraine (2000, 2005);
- Félicitations du Ministère de la Santé Publique d'Ukraine (2008);
- Félicitations du Cabinet des ministres d'Ukraine (2004);
- Diplôme d’honneur du Ministère de l'Éducation et des Sciences d'Ukraine (2009);
- Prix Yu. Fed'kovytch;
- Prix B. L. Radzikhovskyi (2011);
- Prix Omelian Popovytch (2011);
- Médaille d’honneur "Pour le développement de l'éducation" (2009)

## Famille
Taras Boïtchouk est marié et il a un fils, Igor, de son épouse Iryna.